# Юрій Данилишин
Ю́рій Данили́шин (ісп. Jorge Danylyszyn; нар. 28 лютого 1956, Буенос-Айрес) — архітектор, громадський діяч, голова Управи Українського культурного товариства «Просвіта» в Аргентинській Республіці, представник українських громад Південної Америки в Світовому конґресі українців. Дослідник української спадщини в Аргентині.

## Життєпис
Народився 28 лютого 1956 року в м. Буенос-Айрес.
Батько — відомий громадський діяч української спільноти Аргентини — Михайло Данилишин. Мати — Розалія Данилишин — також діячка «Просвіти».
Закінчив кафедру архітектури Національного університету Буенос-Айреса.
З молодих років брав активну участь у житті української громади в Буенос-Айресі, зокрема юнацькій асоціації «Пласт». З 1984 року долучився до діяльності Українського інформаційно-видавничого інституту, де співпрацював у виданні іспаномовного часопису «Українське Слово» та в проведенні громадських заходів. У 1980-х роках увійшов до Управи Українського Культурного Товариства «Просвіта», а в 1995 році був обраний Головою Управи (1995—1999 рр., 2016—2018 рр., 2018—2020 рр.)  та обіймає цю посаду і тепер. У 2007—2008 рр. та 2010—2014 рр. роках був Головою Головної ради Української Центральної Репрезентації, а в період з 2008 до 2010 рр. — секретарем Управи цієї організації.

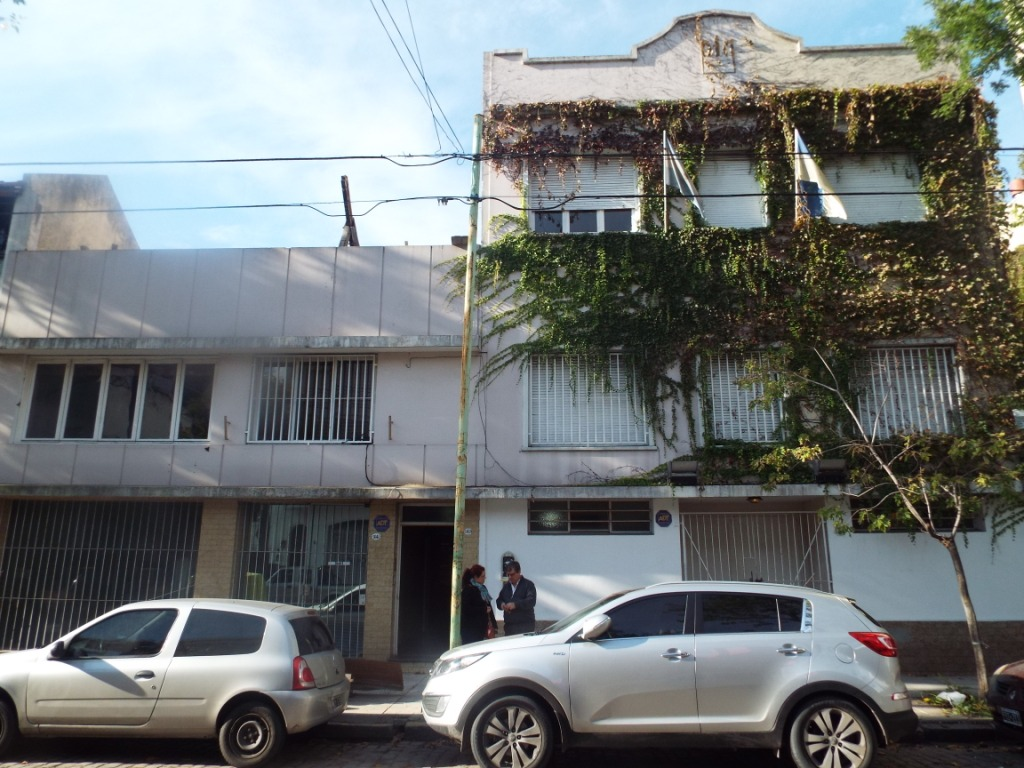
Будинок культурного товариства «Просвіта» в м. Буенос-Айрес, 2017 р.

У листопаді 2018, брав участь у Обсерваторії іноземних громад у складі директорату плюралізму та мультикультурності в рамках Національного секретаріату прав людини та культурного плюралізму в Аргентині.

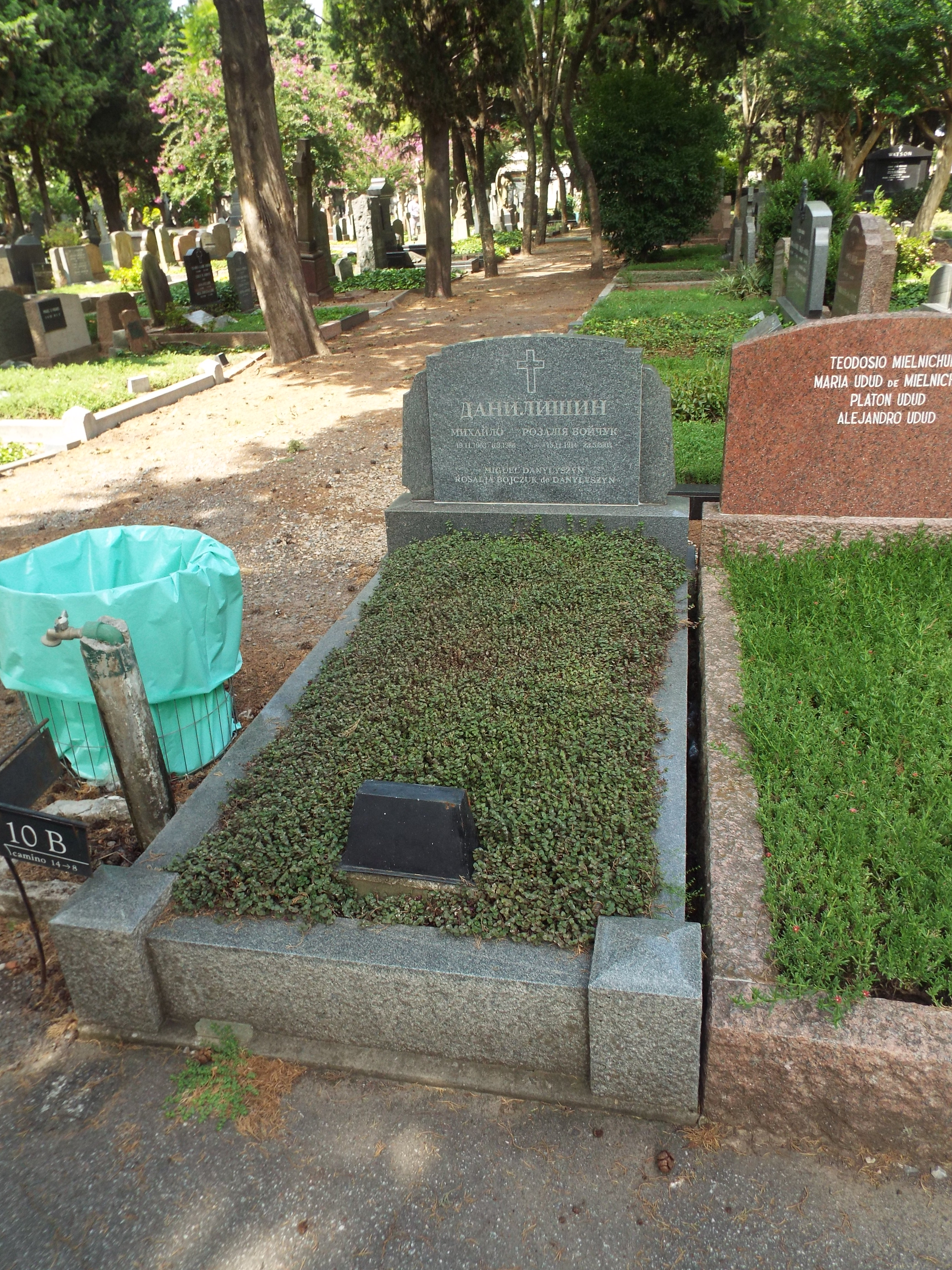
Могила Михайла Данилишина та Розалії Бойчук на Британському цвинтарі Буенос-Айреса. Фото 2020 р.

З ініціативи Ю. Данилишина в Буенос-Айресі встановлено меморіальну дошку в пам'ять про Голодомор в Україні 1932-33 р. (2008 р.) у кафедральному соборі міста Буенос Айрес, видання книги про Голодомор міською владою Буенос-Айреса (2011 р.) та регулярно організовуються вистави присвячені Голодомору в Україні 1932-33 р., російсько-українській війні та ін.
Започаткував проект «Прометей» — організацією та впорядкуванням бібліотеки, яка налічує матеріали за весь період діяльності «Просвіти». Він є ініціатором та реалізатором створення документаційного центру української громади в Аргентині в приміщенні садиби УКТ «Просвіта».
Ю. Данилишин та очолювана ним «Просвіта» надає допомогу учасникам українських антарктичних експедицій, які подорожують через Аргентину.

### Нагороди
За громадську діяльність нагороджений Почесною відзнакою ІІІ ступеня Міністерства закордонних справ України (2006 р.), Орденом «За заслуги» ІІІ ступеня (2008 р.) та Орденом «Ярослава Мудрого» V ступеня (2021 р.)

### Родина
Одружений з Лідією Маркович, має сина Тараса та доньку Софію. Мешкає в Буенос-Айресі.